# Parafia Zmartwychwstania Pańskiego w Pszowie
Parafia Zmartwychwstania Pańskiego – rzymskokatolicka parafia znajdująca się w Pszowie. Należy do dekanatu Pszów w archidiecezji katowickiej. Została utworzona w 1993 r. jako parafia tymczasowa, a 28 marca 1999 r. jako parafia pełnoprawna.